# Байкер-метал
Байкер-метал (также известный как байкер-панк) — это жанр, сочетающий в себе элементы панк-рока, хэви-метала, рок-н-ролла и блюза. Впервые он был изобретен в конце 1970-х — начале 1980-х годов в Англии и США, группами Motörhead, Plasmatics, Anti-Nowhere League и Girlschool.

## Характеристики
Байкер-метал был описан как находящийся под влиянием панк-рока, рок-н-ролла, хэви-метала и блюза. Журнал Classic Rock описал байкер-метал как «глэм-метал, сошедший с ума по максимуму».
Байкер-метал характеризуется своим среднетемповым подходом к металу, «грубым и американским» звучанием и соответствием байкерской культуре в целом. Этот жанр противопоставлялся более медленным и более оперным формам метала, таким как работы Judas Priest в начале 2000-х. Точно так же байкер-метал избегает скорости и виртуозности, которые приобрели известность в 1980-х годах.
Такие группы, как Black Moth, Orange Goblin, The Obsessed, Earthride и Black Label Society включают элементы дум-метала, в то время как группа Clutch подмешивает байкер-метал и сатерн-рок в их стоунер-рок звучание. Песня «Paranoid» группы Black Sabbath считается классикой жанра.
Байкер-метал оказал влияние на самые разные жанры, от спид-метала до хардкор-панка и краст-панка, и сыграл важную роль в развитии экстремального метала. Джузеппе Сбрана из ботсванской хэви-метал группы Skinflint заявил, что байкер-метал группы оказали большое влияние на эстетику африканских хэви-метал групп.

## Термин
Связь с байкерской культурой существовала на протяжении большей части жизни хэви-метала и панк-рока: Thin Lizzy часто фотографировались с мотоциклами, начиная с 1973 года; Джоан Джетт появилась на обложке журнала Outlaw Biker; Начиная с середины 1970-х годов Judas Priest использовали байкерский имидж, однако он также был во многом заимствован из садомазохизма; а общий стиль одежды металлистов тесно связан с байкерскими бандами. Журнал Spin выдвигает фронтмена Motörhead Лемми как первого, кто привнес мотоциклетную культуру в панк-рок и хэви-метал, вероятно, под влиянием более ранних рок-групп, таких как Steppenwolf, Lynyrd Skynyrd и Grateful Dead. Раннее использование термина "хэви-метал" даже присутствовало в песне 1968 года «Born to Be Wild» группы Steppenwolf, в которой упоминался мотоцикл.